# Kiss Enikő Csilla
Kiss Enikő Csilla (Debrecen, 1961. december 2. –) Károli Gáspár Református Egyetem, Pszichológiai Intézet, Személyiség- és Egészségpszichológiai Tanszék, egyetemi tanár. A PTE Pszichológia Doktori Iskola témavezetője. A Magyar Pszichológiai Társaság elnöke (2016-2020).

## Életútja
Kiss Enikő Csilla pszichológusként és pszichológia szakos középiskolai tanárként a debreceni Kossuth Lajos Tudományegyetemen végzett 1985-ben. Az oklevél megszerzését követően a Janus Pannonius Tudományegyetem Tanárképző Karának Irodalomtudományi Tanszékén helyezkedett el egyetemi tanársegédként, ahol elsősorban irodalompszichológiai tárgyakat oktatott (Irodalom és pszichoanalízis, Az irodalom szociálpszichológiai szemlélete, Művészetpszichológia).
Egyetemi doktori fokozatot (dr. univ.) 1988-ban szerzett summa cum laude eredménnyel, disszertációjának témája Szondi Lipót sorsanalízisének eszmetörténeti háttere volt. A személyiségpszichológia iránti érdeklődése miatt az Irodalomtudományi Tanszéket elhagyva 1995-től a Janus Pannonius Tudományegyetem Pszichológia Tanszékén folytatta munkáját egyetemi adjunktusként. PhD fokozatot 1999-ben szerzett, a disszertáció a már korábban megkezdett kutatási terület folytatásaképpen Szondi Lipót sorsanalízisével foglalkozott.  A disszertáció elkészítésében segítette, hogy jó kapcsolatot alakított ki a svájci Szondi-Instituttal, ahol több alkalommal külföldi tanulmányúton vett részt.  A külföldi kapcsolatokat kiszélesítve japán, portugál, belga nemzetközi szondiánus kollégákkal folytat együttműködést. 
A pszichológia szakos graduális, posztgraduális és doktori képzésekben személyiség-lélektani tárgyakat oktat (Szondi Lipót sorsanalízise, Személyiség-lélektan mesterfokon, Projektív technikák, Mélylélektani elméletek, Stressz, megküzdés, a személyiség pozitív erőforrásai, Személyiség-lélektani kutatói szemináriumok, Mindfulness meditáció).
2003-ban habilitált, egyetemi docensként a Személyiség- Fejlődés- és Klinikai Tanszék vezetője lett (amely később Személyiség- és Egészségpszichológia Tanszékké alakult), majd 2010-ben egyetemi tanárrá nevezték ki. A Pécsi Tudományegyetem kari tanácsának (2007-2009) később szenátusának tagja (2009-2012). A Pécsi Tudományegyetem Pszichológia Doktori Iskola Személyiség- és Egészségpszichológiai programjának vezetője 2009-2021 között. A PTE Pszichológiai Intézetében megalakult Pszichológiai Kutatócentrumon belül az Egészségpszichológiai Kutatócsoport vezetője. 2021 februárjától a Károli Gáspár Református Egyetem egyetemi tanára. PhD hallgatói közül 2021 végéig 11-en szereztek tudományos fokozatot.

## Fő kutatási területe
Kutatási témák: 
- Szondi Lipót sorsanalízise és a Szondi-teszt
- A reziliencia (lelki ellenálló képesség) vizsgálata elsősorban az egészségpszichológia területén
- A személyiség pozitív erőforrásai
- Stresszcsökkentő eljárások, mindfulness meditáció.

Munkásságához kötődik Szondi Lipót magyarországi és svájci pályaszakaszának feltárása, a sorsanalitikus elmélet és a Szondi-teszt ismeretének terjesztése, tudományos kutatások folytatása az elmélet és a teszt tekintetében. Iskolateremtő munkássága nyomán a Szondi-témában több doktori hallgatója tudományos fokozatot szerzett, illetve fokozatszerzés előtt áll. A nemzetközi sorsanalitikus társaság (International Szondi Association Archiválva 2016. március 6-i dátummal a Wayback Machine-ben) konferenciáját két alkalommal Magyarországon szervezte meg munkatársaival. 2013-ban Szondi életművéről a Magyar Pszichológiai Társaság Történeti Emlékszobájában doktori hallgatóival együtt kiállítást hoztak létre.
A sorsanalízis mellett újabban a reziliencia (lelki ellenálló képesség) kutatásával foglalkozik, tanszéki munkacsoportjával OTKA pályázati támogatás segítségével különböző autoimmun megbetegedésben szenvedők komplex személyiség- és klinikai vizsgálatát végezték el.
A reziliencia mellett a személyiség további erőforrásait kutatják, többek között a mindfulness meditáció működését, stresszcsökkentő hatását vizsgálják.

## Társasági tagság (válogatás)
- Magyar Pszichológiai Társaság elnöke (2016-2020), tagja 1986-tól,
- Dr. Szondi Lipót Emlékalapítvány kuratóriumi elnöke (2008-2016), az alapítvány tagja 1997-től,
- MTA Pszichológiai Tudományos Bizottság tagja (2012-2021),
- International Szondi Association alelnöke (2008-2014), tagja 1995-től.

## Szerkesztőbizottsági tagság szakmai folyóiratoknál
- Magyar Pszichológiai Szemle[halott link] (2015-től)
- Alkalmazott Pszichológia (2008-tól),
- Szondiana - Journal of Fate-analysis and contribution to depth psychology (társ-főszerkesztő 2011-től)

## Díjak, elismerések
- Széchenyi István Ösztöndíj (2003-2005)
- Társasági Emlékérem (2013) – Magyar Pszichológiai Társaság

## Tudományos munkája számokban
- Tudományos közleményeinek száma: 266
- Monográfia, szakkönyv 3, szerkesztett kötet: 11
- Monográfiák és szakkönyvek száma, melyben fejezetet írt: 27
- Konferencia előadásainak, egyéb közleményeinek száma: 167

## Kötetei (válogatás)
- Gyöngyösiné Kiss Enikő (szerk.) (1996). Szondi Lipót: Ember és sors. Budapest, Kossuth Könyvkiadó.
- Gyöngyösiné Kiss Enikő (1999). Szondi Lipót. In: Magyar Panteon sorozat. Budapest, Új Mandátum Könyvkiadó.
- Gyöngyösiné Kiss Enikő (szerk.) (2002, 2007). Szondi Lipót: A kísérleti ösztöndiagnosztika tankönyve. A Szondi-teszt. Budapest, Új Mandátum Könyvkiadó.
- Gyöngyösiné Kiss Enikő, Oláh Attila (szerk.) (2007). Vázlatok a személyiségről – a személyiség-lélektan alapvető irányzatainak tükrében. Budapest, Új Mandátum Könyvkiadó.
- Gy. Kiss Enikő, Polyák Lilla (szerk). (2010). Egészség Rehabilitációs Füzetek I. A krónikus betegséggel élők orvosi, pszichológiai és társadalmi rehabilitációja.  Kaposvár, Magyar ILCO Szövetség.
- Gy. Kiss Enikő, Polyák Lilla (szerk). (2012). Egészség Rehabilitációs Füzetek II. A személyes és társas tényezők szerepe a rehabilitációs munkában. Budapest, Oriold és Társa Kiadó.
- Kiss Enikő Csilla, Sz. Makó Hajnalka (szerk). (2013). Mentálhigiéné és segítő hivatás. Pécs, Pro Pannónia Könyvkiadó.
- Kiss Enikő Csilla, Sz. Makó Hajnalka (szerk). (2015). Gyász, krízis, trauma és a megküzdés lélektana. Pécs, Pro Pannónia Könyvkiadó.

## Tudományos munkái angol nyelven (válogatás)
- Enikő Kiss Gyöngyösi (1995). Schicksal Analysis and Jewish Faith  in:  Szondiana, Zeitschrift für Tiefenpsychologie und Beiträge zur Schicksalsanalyse, 27-34.
- Gyöngyösiné Kiss Enikő (2002). Modern Theories on Biological Foundations of Personality In: Szondiana, Zeitschrift für Tiefenpsychologie und Beiträge zur Schicksalsanalyse, 90-105.
- Gyöngyösiné Kiss Enikő (2005). Comparing the factors of Cloninger’s Temperament and Character Inventory (TCI) with the Szondi-test. In: Szondiana, Zeitschrift für Tiefenpsychologie und Beiträge zur Schicksalsanalyse, 59-70.
- Gyöngyösiné Kiss Enikő (2008). Modern Temperament and Character Approaches in Personality Psychology. In: Lábadi Bea (ed.) Cognition and Interpretation. Pécs, Pro Pannonia Kiadói Alapítvány.
- Gyöngyösiné Kiss Enikő, Sajabó Heléna, Káplár Mátyás (2008). The genotropic theory of the choice in love. In: Szondiana, Zeitschrift für Tiefenpsychologie und Beiträge zur Schicksalsanalyse, 156-169.
- Gyöngyösiné Kiss Enikő (2010). Personality and the familial unconscious in Szondi’s fate-analysis. Empirical Text and Culture Research 4, 70-80.
- Goncalves, Bruno, Ana Ferreira, Káplár Mátyás, Enikő Gyöngyösiné Kiss (2010). Comparing Szondi test results from Hungarian and Portuguese community samples. Empirical Text and Culture Research 4, 81-89.
- Enikő Gy. Kiss, Dalma Hosszú, Mátyás Káplár, András Vargha, Zsolt Demetrovics (2010). Understanding of different types of drug addiction: a psychodynamic approach. In Szondiana, Zeitschrift für Tiefenpsychologie und Beiträge zur Schicksalsanalyse, 196-210.
- Káplár Mátyás, Bernáth László, Kiss Enikő (2012). On the track of the validity of the Szondi Test. In: Szondiana, Journal of Fate-analysis and contribution to depth psychology, 24-31.
- Dóra Schwoy, Dezső Schwoy, Enikő Csilla Kiss (2014). Different nationalities living in England: a multicultural study by the Szondi Test. In: Szondiana, Journal of Fate-analysis and contribution to depth psychology, 107-127.
- Vajda Dóra, Kiss Enikő Csilla (2016). Effects of a mindfulness based intervention on psychological distress and romantic relationships: Results of a pilot study, J Community Med Public Health Care 3: 015.

## Teljes publikációs lista
MTMT Adatbázis